# 11117 Giuseppeolongo
11117 Giuseppeolongo è un asteroide della fascia principale. Scoperto nel 1996, presenta un'orbita caratterizzata da un semiasse maggiore pari a 2,1925935 au e da un'eccentricità di 0,1827910, inclinata di 7,14205° rispetto all'eclittica.